# Indonemoura
Indonemoura is een geslacht van steenvliegen uit de familie beeksteenvliegen (Nemouridae). De wetenschappelijke naam van het geslacht is voor het eerst geldig gepubliceerd in 1975 door Baumann.

## Soorten
Indonemoura omvat de volgende soorten:
- Indonemoura adunca (Harper, 1974)
- Indonemoura angulata Sivec & Stark, 2010
- Indonemoura assami (Aubert, 1967)
- Indonemoura auberti Sivec & Stark, 2010
- Indonemoura auriformis Li & Yang, 2008
- Indonemoura baishanzuensis Li & Yang, 2006
- Indonemoura bilateralia Du & Wang, 2009
- Indonemoura bilobata Sivec & Stark, 2010
- Indonemoura chantaramongkolae Sivec & Stark, 2010
- Indonemoura clavata Sivec & Stark, 2010
- Indonemoura collina Du & Wang, 2009
- Indonemoura curvicornia Wang & Du, 2009
- Indonemoura dirangdzongi (Aubert, 1967)
- Indonemoura forcipata Sivec & Stark, 2010
- Indonemoura fujianensis Li & Yang, 2005
- Indonemoura geminus Zwick, 1977
- Indonemoura gigaoni (Aubert, 1967)
- Indonemoura guangdongensis Li & Yang, 2006
- Indonemoura guangxiensis Li & Yang, 2005
- Indonemoura horvati Sivec & Stark, 2010
- Indonemoura hubeiensis Yang & Yang, 1991
- Indonemoura indica (Kimmins, 1947)
- Indonemoura jacobsoni (Klapálek, 1912)
- Indonemoura javanica (Banks, 1920)
- Indonemoura kamengi (Aubert, 1967)
- Indonemoura langtangi Sivec, 1980
- Indonemoura loebli Zwick, 1980
- Indonemoura longiplatta (Wu, 1949)
- Indonemoura macrolamellata (Wu, 1935)
- Indonemoura malickyi Sivec & Stark, 2010
- Indonemoura manipuri (Aubert, 1967)
- Indonemoura masuensis Li & Yang, 2005
- Indonemoura mclachlani (Kimmins, 1950)
- Indonemoura nahkui (Aubert, 1967)
- Indonemoura nigrihamita Li & Yang, 2008
- Indonemoura nohirae (Okamoto, 1922)
- Indonemoura nyukmadongi (Aubert, 1967)
- Indonemoura pieli (Wu, 1938)
- Indonemoura quadridentata (Kimmins, 1950)
- Indonemoura reducta Sivec & Stark, 2010
- Indonemoura rostrilobata Sivec & Stark, 2010
- Indonemoura rubrifasciata Zwick, 1977
- Indonemoura sangtii (Aubert, 1967)
- Indonemoura shergaoni (Aubert, 1967)
- Indonemoura tibetensis Zhu, Yang & Yang, 2002
- Indonemoura tortuosa Wang & Du, 2009
- Indonemoura tricantha Sivec & Stark, 2010
- Indonemoura trichotoma Li & Yang, 2008
- Indonemoura trilongispina Du & Wang, 2006
- Indonemoura trispina Li & Sivec, 2005
- Indonemoura voluta Li & Yang, 2008
- Indonemoura yangi Li & Yang, 2006